# Astronotus ocellatus

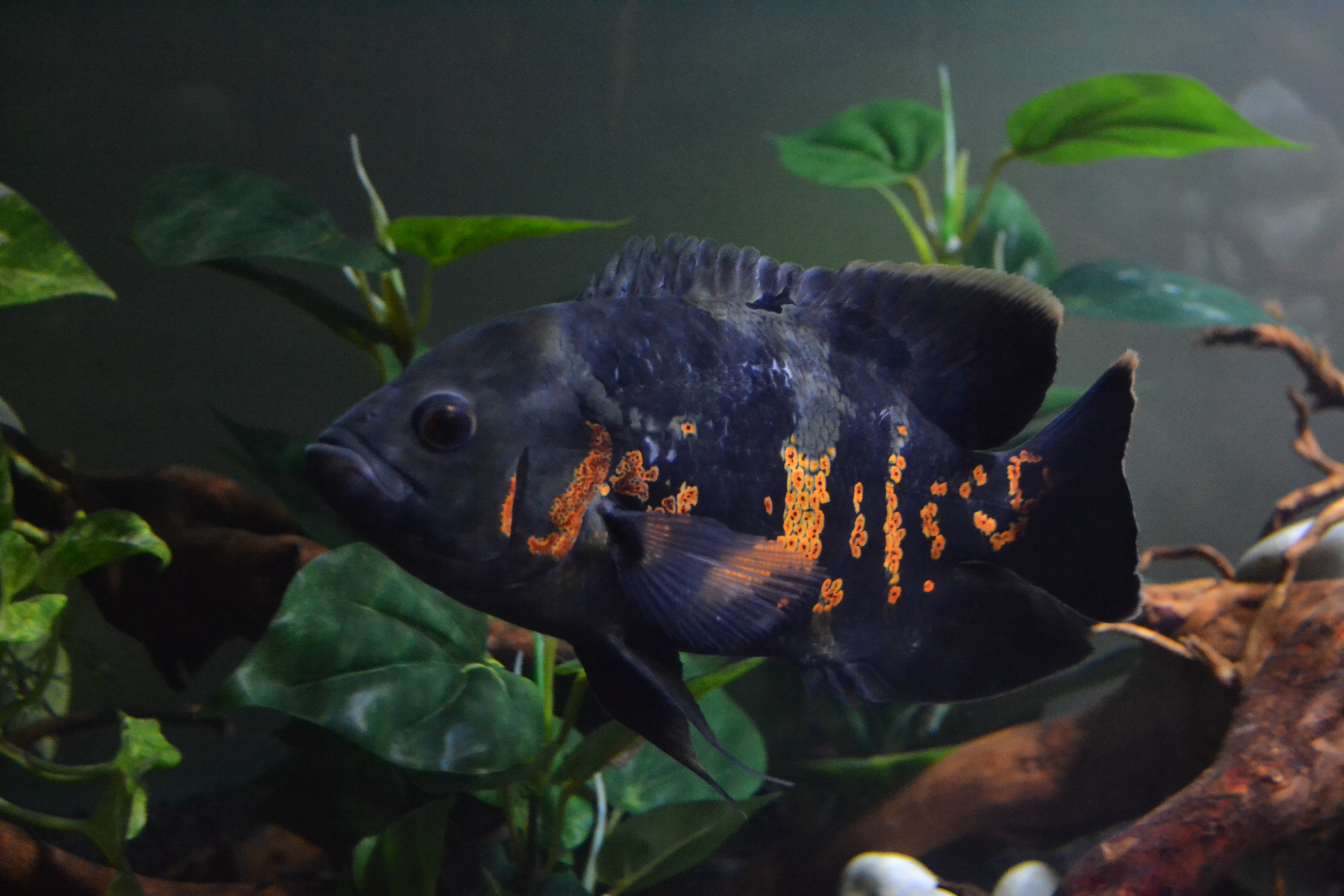

Astronotus ocellatus (Agassiz, 1831), conosciuto comunemente come Oscar, è un pesce d'acqua dolce appartenente alla famiglia Cichlidae.

## Descrizione
Il corpo è grosso, ovaloide, con bocca grande. Le pinne sono forti e larghe, arrotondate e sviluppate. I piccoli hanno una colorazione biancastra e nera con marezzature. La livrea giovanile è nera marmorizzata di bianco perlaceo, ma crescendo il colore di fondo si attesterà sul verde bruno scuro, marmorizzato di arancione ruggine, in segni differenti per ciascun individuo, le macchie diminuiscono di dimensioni e quelle poche e rade che rimangono diventano gialle. Sul peduncolo caudale compare una macchia nera orlata d'oro, simile ad un piccolo occhio od "ocello" (da qui il nome latino ocellatus).

Negli ultimi anni in commercio sono state inserite delle nuove varietà: rossa (allevata in Thailandia), tigrata rossa e lutina selezionate in Oriente.

Il dimorfismo sessuale è assente: solo durante il periodo della riproduzione è possibile riconoscere i sessi poiché il maschio presenta una papilla genitale di forma conica, mentre nella femmina è troncata.

## Biologia

### Comportamento
Questo pesce è attivo, curioso e nuota in continuazione. Vive in coppie. I giovani sono tra loro aggressivi, come anche gli adulti, la coppia scaccia attivamente gli altri pesci.

### Alimentazione
Principalmente carnivoro. Sono voraci predatori con appetito gagliardo che si nutrono di invertebrati acquatici (Tubifex, larve di zanzara e gamberetti), piccoli pesci come i guppy, anfibi, pezzi di carne di carogne di animali morti in acqua. Spesso per nutrirsi sradica le piante acquatiche più giovani.

### Riproduzione
L'unico modo per distinguerne il sesso è osservare la diversa conformazione della papilla genitale dei riproduttori (conica nel maschio, tronca nella femmina) durante la deposizione. Essa avviene generalmente su una superficie liscia e orizzontale o obliqua. Durante la preparazione per l'accoppiamento la coppia scava buche nel terreno, pulisce superfici rocciose o sradica piante acquatiche. Successivamente vengono deposte fino ad un migliaio di uova. Gli avannotti sono voracissimi.
La coppia deve comunque formarsi da sola, partendo da un gruppo di 6 giovani, da cui togliere i 4 spaiati

## Distribuzione e habitat
Astronotus ocellatus è originario del bacino del Rio delle Amazzoni e del Rio Negro. Attualmente si è diffuso anche nel bacino amazzonico centro-settentrionale: in Perù, Colombia, Brasile, Guyana francese, bacino dell'Orinoco e Rio Paraguay. Popola principalmente le acque a corso lento, i canali a fondo fangoso e ghiaioso, i bracci fermi e le lagune fra le foreste (anche mangrovie), spesso ricche di vegetazione acquatica o di grossi ciottoli e legni ancorati sul fondo. Ama anche stare nello spazio aperto del corso d'acqua. Le acque che li ospitano sono acque non dure, neutre, di temperatura tra i 20 ed i 28 °C, per quanto siano piuttosto tolleranti.

## Acquariofilia
È un ciclide molto richiesto dagli allevatori e dagli acquariofili, docile e vivace. Riconosce dopo poco tempo il padrone arrivando, col tempo e se si procede con pazienza e dolcezza, a farsi accarezzare sul dorso e a nutrirsi dalle mani dell'allevatore. Nota importante: cresce molto velocemente raggiungendo dimensioni ragguardevoli anche in acquario! Quindi se lo si acquista quando è ancora piccolo, è opportuno prevedere una vasca che lo possa ospitare anche quando sarà cresciuto; inoltre è bene non metterlo in compagnia di pesci piccoli, che verrebbero velocemente mangiati. Chi alleva gli astronoti consiglia addirittura di nutrire gli esemplari che stanno per riprodursi con pesciolini vivi, come i guppy, per cui è evidente che la vita in comune è assolutamente impossibile, anche se un esemplare adulto di dimensioni veramente impressionanti come 35/40cm(difficilissime da raggiungere in acquario) non li considererà nemmeno. Importante un ottimo sistema di filtraggio in quanto la notevole quantità di escrementi prodotti, può in breve tempo raggiungere elevati livelli di inquinamento. L'acquario che lo ospita può essere provvisto di vegetazione purché siano piante che non ricavano nutrimento dalle radici ma dalle foglie (come una pianta madre di anubias) e ben fissate con filo da pesca a tronchi o rocce. I giovani possono essere nutriti anche con cibi secchi e liofilizzati,insetti, artemie e chironomus. Per gli adulti e subadulti optare sempre una dieta puntata molto sulle proteine e somministrare quindi pesci, insetti, invertebrati ma mai carne di mammiferi o aviaria contenenti grassi non metabolizzabili dai pesci ostruendogli i vasi sangunei. Offrire anche verdure sbollentate e cibi secchi per Loricaridi contenenti poche proteine ma molti tipi di vegetali. Attenzione anche a non sovralimentare. Per accentuarne i colori rossi soprattutto della varietà si possono somministrare dei gamberetti che li rendono rosati (sia nelle carni che nella pelle) come i salmoni, perché utilizzano i pigmenti del crostaceo.
Si stima che vada allevato da solo in acquari da 150/200 litri, o in coppia in acquari da 300,per un gruppo invece aggiungere 100 litri ad esemplare partendo dai 300. L'ideale sarebbe allevarli in gruppi di 5-6 individui in acquari da più di 500 litri.
| Origine            | sud America                           | Acqua            | Acqua dolce                                              |
| Durezza dell'acqua | da 5 a 19 °GH                         | pH               | da 6 a 8                                                 |
| Temperatura        | da 22 a 27 °C                         | Volume min.      | da 150 in su l                                           |
| Alimentazione      | Onnivoro orientata verso invertebrati | Taglia da adulto | + di 45 in natura, 25/30 solitamente in acquario cm      |
| Riproduzione       | Oviparità                             | Zone occupate    | Tutti                                                    |
| Socialità          | singolo, coppia, gruppo               | Difficoltà       | facile se con i giusti spazi, alimentazione e filtraggio |

## Galleria d'immagini

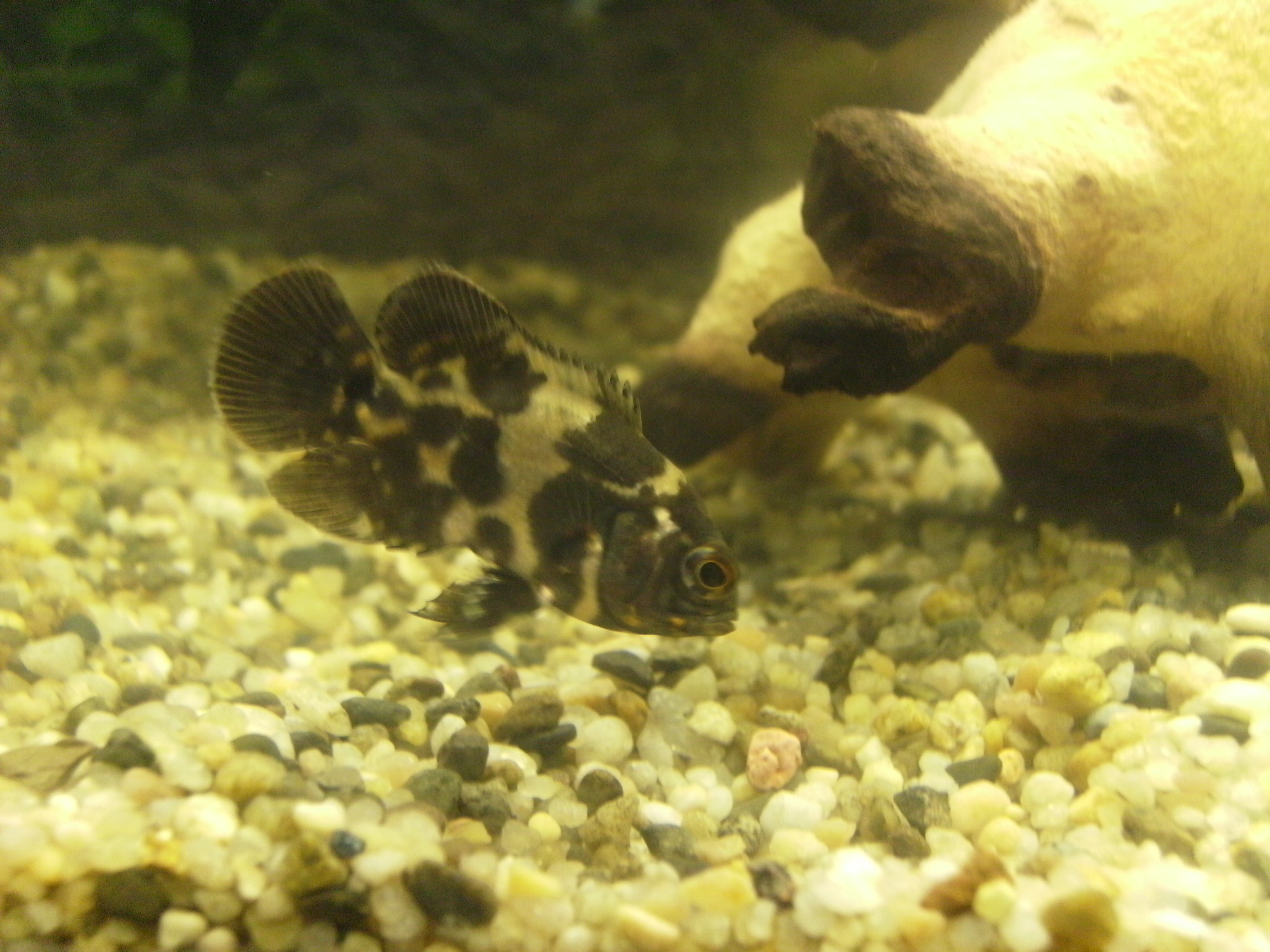
Esemplare giovanile
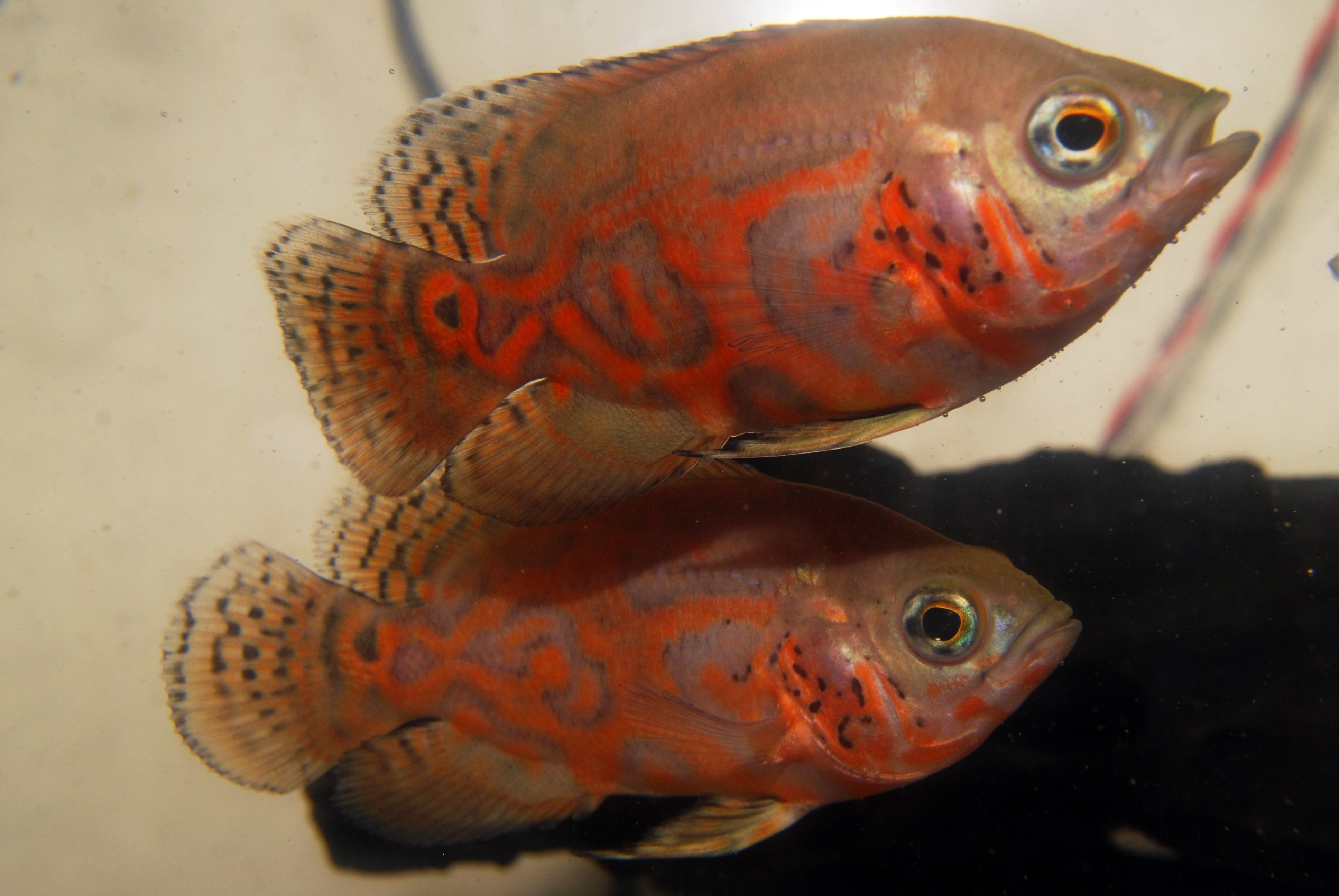
Esemplari giovanili varietà albina
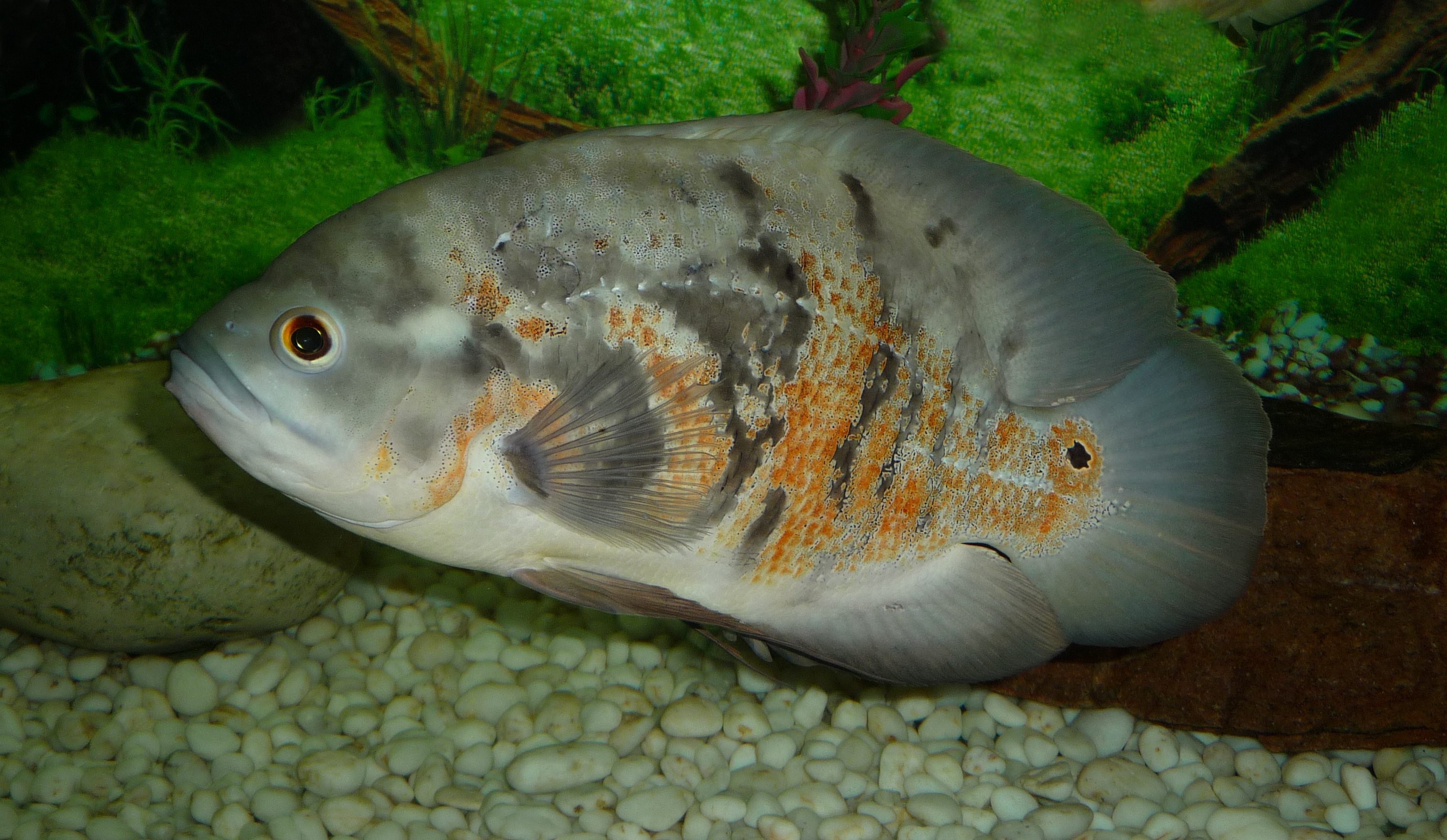
Un adulto
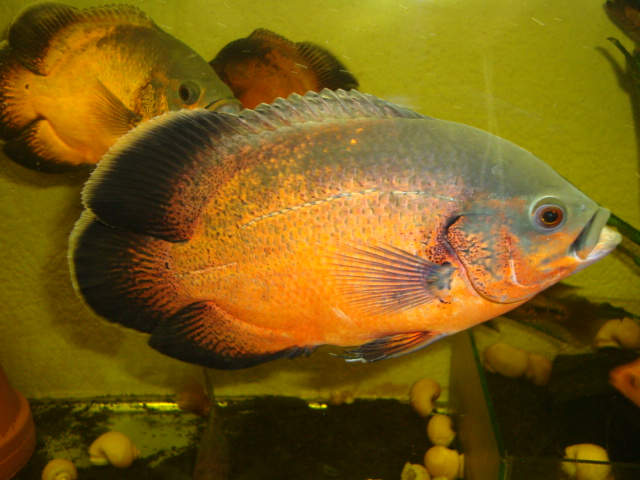
Adulto varietà rossa
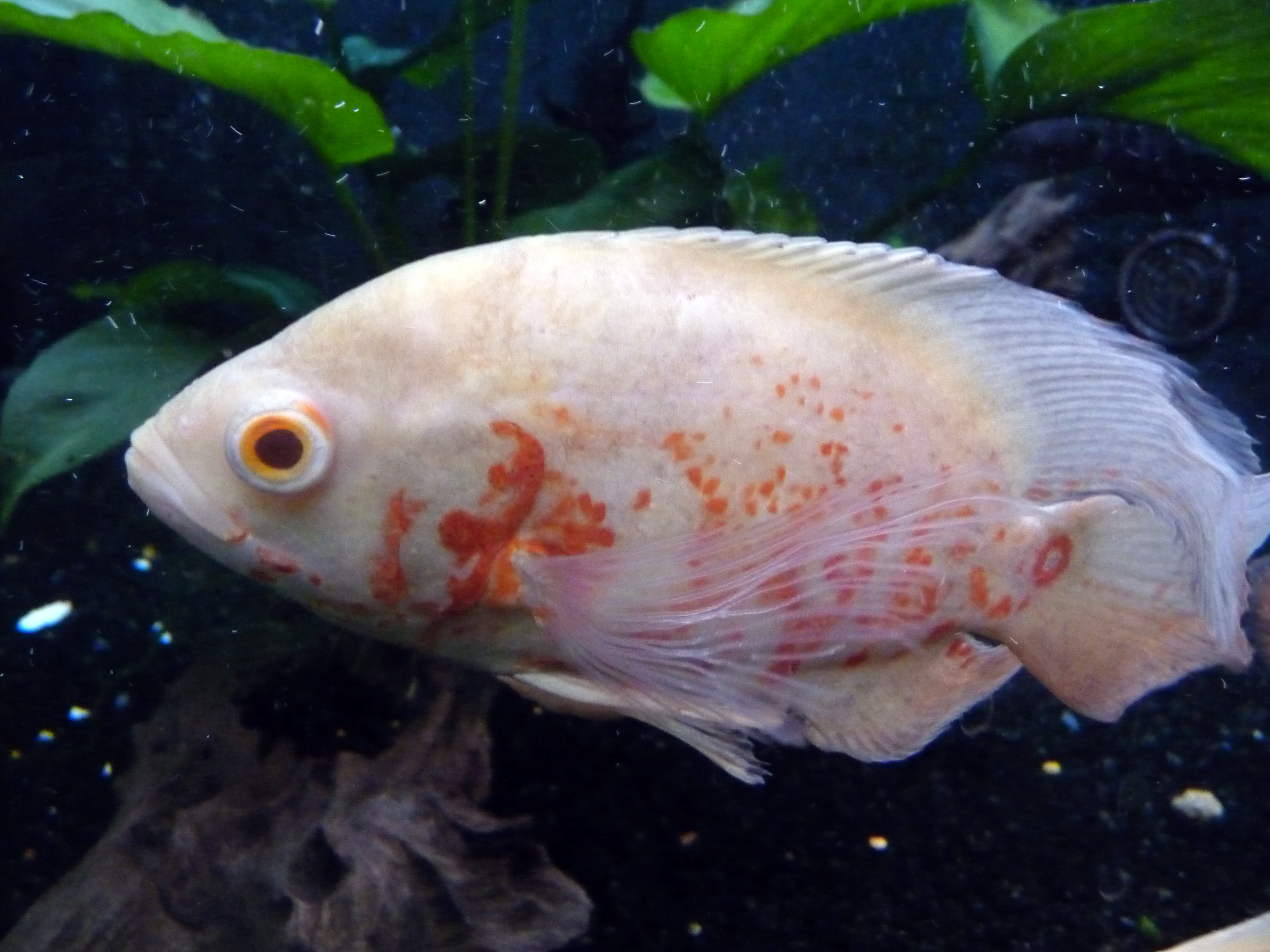
Un giovane albino
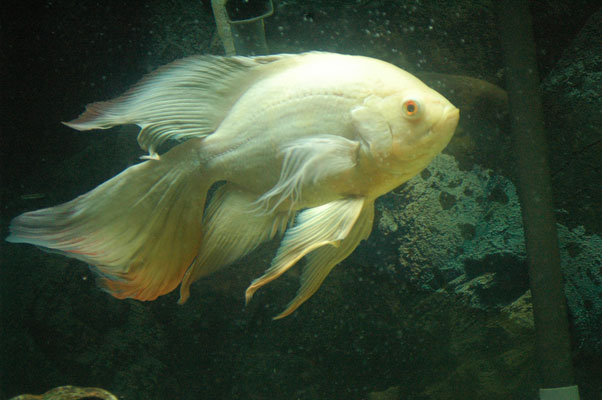
Varietà veiltail